# Кубок регионов УЕФА
Ку́бок регио́нов УЕФА́ (англ. UEFA Regions Cup) — любительский европейский футбольный кубковый турнир, проводимый под эгидой УЕФА; первый по значимости в европейском любительском футболе, проводится раз в два года. Первоначальное название — «Кубок любителей» (англ. Amateur Cup).
Кубок любителей УЕФА проводился каждые четыре года с 1966-го по 1978 гг., пока его не отменили из-за низкого к нему интереса со стороны зрителей и футбольных ассоциаций. Но в 1998 году УЕФА принял решение возродить турнир, значительно изменив его формат. В турнире могут участвовать победители национальных любительских лиг, а также сборные регионов. Каждая страна может делегировать в Кубок регионов УЕФА только одну команду.
Наибольшее число раз Кубок регионов УЕФА выигрывали любительские клубы Польши, Италии и Испании — по 2 раза за всё время проведения турнира.

## История
Идея проведения международных турниров для любителей впервые была высказана во время заседания любительского комитета УЕФА в феврале 1965 года. Исполнительный комитет УЕФА одобрил её и в том же году учредил любительский Кубок УЕФА. Но из-за сложностей в определении статуса игрока-любителя, согласие прислать своих представителей на соревнование дали лишь 12 стран из 33-х, которые входили на тот момент в УЕФА. По регламенту Любительского Кубка, к участию в турнире могли быть допущены лишь ассоциации, где существовали профессиональные лиги. Вот почему страны Восточного блока и скандинавские страны оказались за бортом соревнования.
12 команд были поделены на четыре группы (по три в каждой), победители которых встретились в однокруговом турнире на испанской Мальорке. В решающем поединке, состоявшемся 18 июня 1967 года, сборная Австрии победила команду Шотландии со счётом 2:1 и завоевала почётный трофей.
В 1970 году лучшими стали голландцы, четыре года спустя без игры победу поделили Югославия и ФРГ. В 1978 году югославы повторили успех, но турнир в Греции стал последним. По той причине, что участие в соревновании приняли лишь десять стран. А какой смысл проводить турнир, интерес к которому со стороны зрителей и футбольных ассоциаций столь низок?
И всё-таки любительский евротурнир был возрожден. Судьбоносное решение проводить обновлённый Кубок УЕФА среди любителей Исполком УЕФА принял в 1996 году, а в 1999-м был разыгран первый в истории Кубок регионов УЕФА. Победителем Кубка регионов-1999 стал итальянский «Венетто», со счётом 3:2 одолевший в финальном матче футболистов из Мадрида.

## Формат кубка
Новый формат предполагает проведение турнира каждые два года. Турнир открыт для представителей всех 55 членов УЕФА. Серия отборочных мини-турниров определяет восемь участников финальной стадии. И только в 2005-м, в связи с растущим к кубку интересом, было решено ввести предварительный раунд.
Как правило, за исключением карликовых государств, участниками евротурнира становятся победители домашних региональных турниров, что и дало кубку название. Что же касается «карликовых» футбольных ассоциаций, то им позволяется заявлять к турниру любительские сборные своих стран.

## Трофей

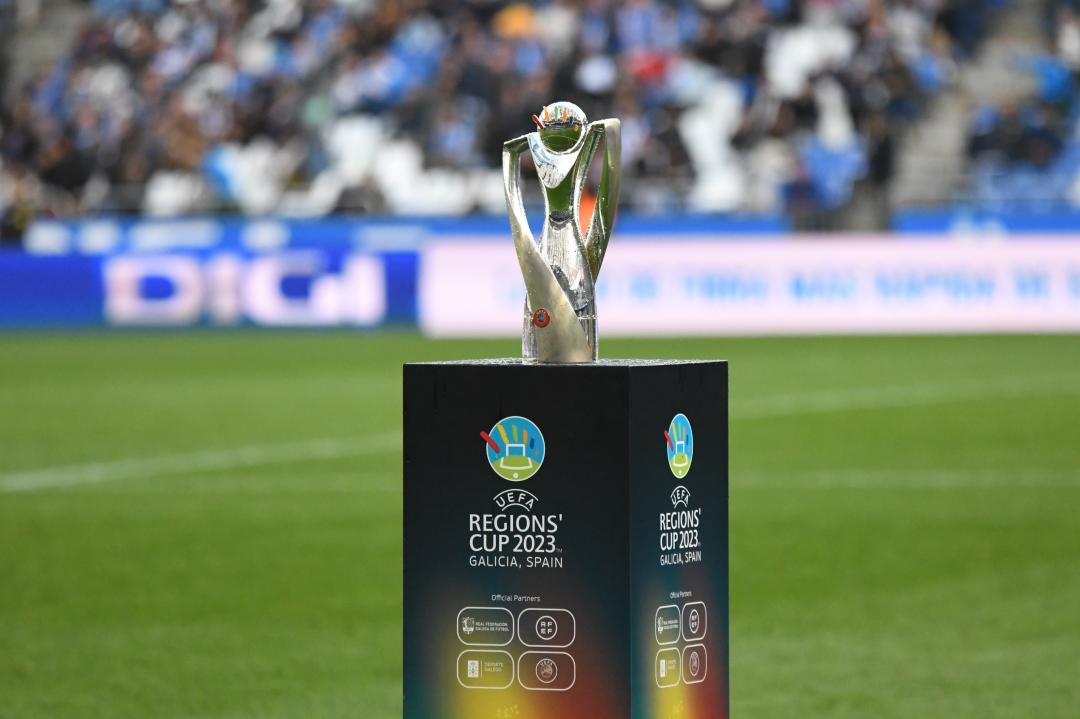
Трофей Кубка регионов УЕФА

Кубок регионов УЕФА вручается победителю на вечное хранение. В этом евротурнире, в отличие от «взрослых» еврокубков, из-за специфики любительского футбола, победители Кубка регионов не участвуют в следующих розыгрышах, так как, как правило, после подобных триумфов меняют любительский статус на профессиональный и переходят на более серьёзный уровень. Но есть и исключения — команды, участвующие в Кубке регионов несколько сезонов подряд.
Как и сосуд Кубка УЕФА, сосуд Кубка регионов не является герметичным, и в него тоже невозможно налить какую-либо жидкость, поэтому игроки команды-победительницы и в этом евротурнире лишены возможности традиционного распития шампанского из завоеванного трофея.

## Результаты финальных турниров Кубка любителей УЕФА (1967—1978)
| Год       | Место проведения | Финал              | Финал                                                                       | Финал                                                                       | Матч за 3-е место | Матч за 3-е место           | Матч за 3-е место |
| Год       | Место проведения | Чемпион            | Счёт                                                                        | Финалист                                                                    | 3-е место         | Счёт                        | 4-е место         |
| --------- | ---------------- | ------------------ | --------------------------------------------------------------------------- | --------------------------------------------------------------------------- | ----------------- | --------------------------- | ----------------- |
| 1967 (de) | Испания          | Австрия            | 2:1                                                                         | Шотландия                                                                   | Испания           | 2:0                         | Турция            |
| 1970 (de) | Италия           | Испания            | 1:1 (доп. время) переигровка: 2:1                                           | Нидерланды                                                                  | Югославия         | 3:0                         | Италия            |
| 1974 (de) | Югославия        | Югославия Германия | общий титул (финал нельзя было сыграть, поскольку поле было неиграбельным.) | общий титул (финал нельзя было сыграть, поскольку поле было неиграбельным.) | Испания           | 2:2 (доп. время) (пен. 4:2) | Нидерланды        |
| 1978 (de) | Греция           | Югославия          | 2:1 (доп. время)                                                            | Греция                                                                      | Германия          | 3:0                         | Ирландия          |

## Результаты финальных турниров Кубка регионов УЕФА
| Год       | Место проведения | Финал                                  | Финал                                  | Финал                                  |                                        |                                        |                                        |
| Год       | Место проведения | Чемпион                                | Счёт                                   | Финалист                               | Бронзовые призёры                      | Бронзовые призёры                      |                                        |
| --------- | ---------------- | -------------------------------------- | -------------------------------------- | -------------------------------------- | -------------------------------------- | -------------------------------------- | -------------------------------------- |
| 1999 (en) | Италия           | Венеция                                | 3:2 (доп. время)                       | Мадрид                                 | Прага и Киевская область               | Прага и Киевская область               | Прага и Киевская область               |
| 2001 (en) | Чехия            | Моравия                                | 2:2 (доп. время) (пен. 4:2)            | Брага                                  | Мадрид и Пловдив                       | Мадрид и Пловдив                       | Мадрид и Пловдив                       |
| 2003 (en) | Германия         | Пьемонт                                | 2:1                                    | Мэн                                    | Сабольч и Вюртемберг                   | Сабольч и Вюртемберг                   | Сабольч и Вюртемберг                   |
| 2005 (en) | Польша           | Сборная Страны Басков                  | 1:0                                    | Юго-Запад Софии                        | КЗЭСО Каховка и Центральная Словакия   | КЗЭСО Каховка и Центральная Словакия   | КЗЭСО Каховка и Центральная Словакия   |
| 2007 (en) | Болгария         | Дольны Шлёнск (Нижняя Силезия)         | 2:1 (доп. время)                       | Юго-Восточный регион                   | Авейру и Тузла                         | Авейру и Тузла                         | Авейру и Тузла                         |
| 2009 (en) | Хорватия         | Кастилия и Леон                        | 2:1                                    | Олтения                                | Приволжье и Кемпен                     | Приволжье и Кемпен                     | Приволжье и Кемпен                     |
| 2011 (en) | Португалия       | Брага                                  | 2:1                                    | Ленстер / Манстер                      | Белград и Злин                         | Белград и Злин                         | Белград и Злин                         |
| 2013 (en) | Италия           | Венеция                                | 0:0 (доп. время) (пен. 5:4)            | Каталония                              | ФК Ислочь и Восточный регион           | ФК Ислочь и Восточный регион           | ФК Ислочь и Восточный регион           |
| 2015 (en) | Ирландия         | Восточный регион                       | 1:0                                    | Загребачка                             | Анкара и Вюртемберг                    | Анкара и Вюртемберг                    | Анкара и Вюртемберг                    |
| 2017 (en) | Турция           | Загребачка                             | 1:0                                    | Манстер / Коннахт                      | Ростовская область и Стамбул           | Ростовская область и Стамбул           | Ростовская область и Стамбул           |
| 2019 (en) | Германия         | Дольны Шлёнск (Нижняя Силезия)         | 3:2                                    | Бавария                                | Стамбул и Кастилия и Леон              | Стамбул и Кастилия и Леон              | Стамбул и Кастилия и Леон              |
| 2021 (en) | N/A              | Турнир отменён из-за пандемии COVID-19 | Турнир отменён из-за пандемии COVID-19 | Турнир отменён из-за пандемии COVID-19 | Турнир отменён из-за пандемии COVID-19 | Турнир отменён из-за пандемии COVID-19 | Турнир отменён из-за пандемии COVID-19 |
| 2023 (en) | Испания          | Галисия                                | 3:1                                    | Белград                                | Бавария и Злин                         | Бавария и Злин                         | Бавария и Злин                         |
| 2025 (en) | Сан-Марино       | Арагон                                 | 1:0 (доп. время)                       | Дольны Шлёнск (Нижняя Силезия)         | Риека и Войводина                      |                                        |                                        |

## Медали (1999—2025)
| Место           | Страна               | Золото | Серебро | Бронза | Всего |
| --------------- | -------------------- | ------ | ------- | ------ | ----- |
| 1               | Испания              | 4      | 2       | 2      | 8     |
| 2               | Италия               | 3      | 0       | 0      | 3     |
| 3               | Польша               | 2      | 1       | 0      | 3     |
| 4               | Ирландия             | 1      | 2       | 0      | 3     |
| 5               | Португалия           | 1      | 1       | 1      | 3     |
| 5               | Хорватия             | 1      | 1       | 1      | 3     |
| 7               | Чехия                | 1      | 0       | 3      | 4     |
| 8               | Болгария             | 0      | 2       | 1      | 3     |
| 9               | Германия             | 0      | 1       | 3      | 4     |
| 10              | Сербия               | 0      | 1       | 2      | 3     |
| 11              | Румыния              | 0      | 1       | 0      | 1     |
| 11              | Франция              | 0      | 1       | 0      | 1     |
| 13              | Турция               | 0      | 0       | 3      | 3     |
| 14              | Венгрия              | 0      | 0       | 2      | 2     |
| 14              | Россия               | 0      | 0       | 2      | 2     |
| 14              | Украина              | 0      | 0       | 2      | 2     |
| 17              | Беларусь             | 0      | 0       | 1      | 1     |
| 17              | Бельгия              | 0      | 0       | 1      | 1     |
| 17              | Босния и Герцеговина | 0      | 0       | 1      | 1     |
| 17              | Словакия             | 0      | 0       | 1      | 1     |
| Всего стран: 20 | Всего стран: 20      | 13     | 13      | 26     | 52    |

Примечание: Полуфинальное выступление считалось долей бронзы.